# Nina Hugendubel
Nina Hugendubel (* 1970 in München) ist eine deutsche Buchhändlerin. Seit 2003 arbeitet sie zusammen mit ihrem Bruder Maximilian Hugendubel in der Geschäftsführung des Münchener Familienunternehmens Hugendubel, als Teil der DBH Deutsche Buch Handels GmbH & Co. KG, des größten Buchhandelsunternehmens in Deutschland. Sie ist geschäftsführende Gesellschafterin.

## Werdegang
Nina Hugendubel ist die Tochter von Heinrich Hugendubel und Ur-Urenkelin des Gründers und Buchhändlers Heinrich Karl Gustav Hugendubel. Nach dem Humanistischen Gymnasium besuchte sie die Sorbonne in Paris. Nebenbei lernte sie im Fernunterricht Buchhandel. Von 1990 bis 1994 studierte sie in Passau und Berlin die Fächer Politik, Philosophie und Volkswirtschaftslehre sowie die Sprachen Englisch und Französisch. Sie schloss das Studium mit einem Magister ab.
Nach Praktika in Cambridge, Hongkong und Tokio ging sie für ein Trainee-Programm bei Warner Books nach New York. Nach einer kurzen Zeit als Assistentin der Geschäftsführung war sie ab 1996 vier Jahre in der Verlagsgruppe Georg von Holtzbrinck in Stuttgart und New York beschäftigt. Seit 2001 arbeitete sie wieder für Hugendubel, zunächst als Marketingleiterin. Unter anderem war sie für den Internetauftritt des Unternehmens verantwortlich.
Seit 2003 ist sie Mitglied der Geschäftsleitung, nach dem Tod ihres Vaters 2005 leitet sie gemeinsam mit ihrem Bruder Maximilian das Unternehmen Hugendubel, das ihnen zu je 50 Prozent gehört. Nina Hugendubel ist im Verlag für die Bereiche Marketing und Vertrieb verantwortlich. In der Zeit des Zusammenschlusses von Hugendubel mit der Verlagsgruppe Weltbild war sie Mitglied im Beirat der DBH-Buchhandelskette.

## Privatleben
Nina Hugendubel ist verheiratet, sie hat einen Sohn und eine Tochter.